# Seznam písní v 6. řadě seriálu Glee
Toto je seznam písní, které zazněly v 6. řadě amerického televizního seriálu Glee.

## Seznam písní
| Název                                          | Původní interpret covered                 | Interpret v seriálu | Epizoda                                  | Singl | Album                              |
| ---------------------------------------------- | ----------------------------------------- | --- | ---------------------------------------- | ----- | ---------------------------------- |
| „Uninvited“                                    | Alanis Morissette                         | Rachel Berry | 1. „Loser Like Me“                       | Ne    | Loser Like Me                      |
| „Suddenly Seymour“                             | muzikál Kvítek z horrroru                 | Blaine Anderson a Rachel Berry | 1. „Loser Like Me“                       | Ne    | Loser Like Me                      |
| „Sing“                                         | Ed Sheeran                                | Dalton Academy Warblers a Blaine Anderson | 1. „Loser Like Me“                       | Ne    | Loser Like Me                      |
| „Dance the Night Away“                         | Van Halen                                 | Clint a Vocal Adrenaline | 1. „Loser Like Me“                       | Ne    | Loser Like Me                      |
| „Let It Go“                                    | Ledové království                         | Rachel Berry | 1. „Loser Like Me“                       | Ano   | Loser Like Me                      |
| „Viva Voce“                                    | The Rocketboys                            | Roderick | 2. „Homecoming“                          | Ne    | TBA                                |
| „Take On Me“                                   | A-ha                                      | bývalí členové New Directions | 2. „Homecoming“                          | Ne    | Homecoming                         |
| „Tightrope“                                    | Janelle Monáe feat. Big Boi               | Jane Hayward s Dalton Academy Warblers | 2. „Homecoming“                          | Ne    | Homecoming                         |
| „Problem“                                      | Ariana Grande feat. Iggy Azalea           | Quinn Fabray, Brittany Pierce a Santana Lopez s Artiem Abramsem a roztleskávačkami | 2. „Homecoming“                          | Ne    | Homecoming                         |
| „Mustang Sally“                                | Wilson Pickett                            | Roderick s Quinn Fabray, Santana Lopez a Brittany Pierce | 2. „Homecoming“                          | Ne    | Homecoming                         |
| „Home“                                         | Edward Sharpe and the Magnetic Zeros      | Bývalí členové New Directions, noví New Directions a Spencer Porter | 2. „Homecoming“                          | Ne    | Homecoming                         |
| „It's Too Late“                                | Carole King                               | Kurt Hummel a Blaine Anderson | 3. „Jagged Little Tapestry“              | Ne    | Jagged Little Tapestry             |
| „Hand in My Pocket“ / „I Feel the Earth Move“  | Alanis Morissette / Carole King           | Santana Lopez a Brittany Pierce s Quinn Fabray | 3. „Jagged Little Tapestry“              | Ne    | Jagged Little Tapestry             |
| „Will You Love Me Tomorrow“ / „Head over Feet“ | Carole King / Alanis Morissette           | Jane Hayward a Mason McCarthy | 3. „Jagged Little Tapestry“              | Ne    | Jagged Little Tapestry             |
| „So Far Away“                                  | Carole King                               | Quinn Fabray a Tina Cohen-Chang | 3. „Jagged Little Tapestry“              | Ne    | Jagged Little Tapestry             |
| „You Learn“ / „You've Got a Friend“            | Alanis Morissette / Carole King           | Rachel Berry, Santana Lopez, Brittany Pierce, Kurt Hummel a Quinn Fabray s bývalými a novými členy New Directions | 3. „Jagged Little Tapestry“              | Ne    | Jagged Little Tapestry             |
| „Bitch“                                        | Meredith Brooks                           | Sue Sylvester | 4. „The Hurt Locker, Part One“           | Ne    | The Hurt Locker                    |
| „A Thousand Miles“                             | Vanessa Carlton                           | Rachel Berry a Sam Evans | 4. „The Hurt Locker, Part One“           | Ne    | The Hurt Locker                    |
| „Rock Lobster“                                 | The B-52's                                | Clint a Vocal Adrenaline | 4. „The Hurt Locker, Part One“           | Ne    | The Hurt Locker                    |
| „Whip It“                                      | Devo                                      | Clint a Vocal Adrenalin | 4. „The Hurt Locker, Part One“           | Ne    | The Hurt Locker                    |
| „My Sharona"                                   | The Knack                                 | Dalton Academy Warblers | 5. „The Hurt Locker, Part Two“           | Ne    | The Hurt Locker, Part 2            |
| „You Spin Me Round (Like a Record"             | Dead or Alive                             | Dalton Academy Warblers | 5. „The Hurt Locker, Part Two“           | Ne    | The Hurt Locker, Part 2            |
| „It Must Have Been Love"                       | Roxette                                   | Kitty Wilde, Spencer Porter a New Directions | 5. „The Hurt Locker, Part Two“           | Ne    | The Hurt Locker, Part 2            |
| „Father Figure"                                | George Michael                            | Roderick a New Directions | 5. „The Hurt Locker, Part Two“           | Ne    | The Hurt Locker, Part 2            |
| „All Out of Love"                              | Air Supply                                | Mason McCarthy a Madison McCarthy a New Directions | 5. „The Hurt Locker, Part Two“           | Ne    | The Hurt Locker, Part 2            |
| „I'll Never Fall in Love Again"                | Dionne Warwick                            | Rachel Berry a Sam Evans | 6. „What the World Needs Now“            | Ne    | What the World Needs Now is Love   |
| „Baby It's You"                                | The Shirelles                             | Mercedes Jones, Rachel Berry, Santana Lopez a Brittany Pierce | 6. „What the World Needs Now“            | Ne    | What the World Needs Now is Love   |
| „Wishin' and Hopin'"                           | Dionne Warwick                            | Brittany Pierce, Artie Abrams, Blaine Anderson, Sam Evans a andělský sbor | 6. „What the World Needs Now“            | Ne    | What the World Needs Now is Love   |
| „Arthur's Theme (Best That You Can Do)"        | Christopher Cross                         | Blaine Anderson, Artie Abrams, Sam Evans, Kurt Hummel a mužští členové New Directions | 6. „What the World Needs Now“            | Ne    | What the World Needs Now is Love   |
| „(They Long to Be) Close to You"               | Carpenters                                | Sam Evans | 6. „What the World Needs Now“            | Ne    | What the World Needs Now is Love   |
| „Promises, Promises"                           | muzikál Sliby, chyby                      | Rachel Berry | 6. „What the World Needs Now“            | Ne    | What the World Needs Now is Love   |
| „Alfie"                                        | Cila Black                                | Santana Lopez a New Directions | 6. „What the World Needs Now“            | Ne    | What the World Needs Now is Love   |
| „What the World Needs Now"                     | Jackie DeShannon                          | Mercedes Jones, Rachel Berry, Artie Abrams, Kurt Hummel, Will Schuester, Sam Evans a noví členové New Directions | 6. „What the World Needs Now“            | Ne    | What the World Needs Now is Love   |
| „You Give Love a Bad Name"                     | Bon Jovi                                  | Clint a Vocal Adrenalin | 7. „Transitioning“                       | Ne    | Transitioning                      |
| „Same Love"                                    | Macklemore & Ryan Lewis feat. Mary Lambet | Will Schuster a Wade "Unique" Adams | 7. „Transitioning“                       | Ne    | Transitioning                      |
| „All About That Bass"                          | Meghan Trainorová                         | Mercedes Jones a Roderick | 7. „Transitioning“                       | Ne    | Transitioning                      |
| „Somebody Loves You"                           | Betty Who                                 | Blaine Anderson a Kurt Hummel | 7. „Transitioning“                       | Ne    | Transitioning                      |
| „Time After Time"                              | Cyndi Lauper                              | Rachel Berry a Sam Evans | 7. „Transitioning“                       | Ne    | Transitioning                      |
| „I Know Where I've Been"                       | muzikál Hairspray                         | Wade "Unique" Adams | 7. „Transitioning“                       | Ne    | Transitioning                      |
| „At Last"                                      | Etta Jamesová                             | Mercedes Jones a Artie Abrams | 8. „A Wedding“                           | Ne    | A Wedding                          |
| „Hey Ya!"                                      | OutKast                                   | Artie Abrams, Jane Hayward, Madison McCarthy a hosté na svatbě | 8. „A Wedding“                           | Ne    | A Wedding                          |
| „I'm So Excited"                               | The Pointer Sisters                       | Maribel Lopez, Whitney Pierce, Carole Hudson-Hummel, Pam Anderson a the Troubletones | 8. „A Wedding“                           | Ne    | A Wedding                          |
| „Our Day Will Come"                            | Ruby & the Romantics                      | Santana Lopez, Brittany Pierce, Blaine Anderson a Kurt Hummel | 8. „A Wedding“                           | Ne    | A Wedding                          |
| „Lose My Breath “                              | Destiny's Child                           | Myron Muskovitz s doprovodnými tanečnicemi | 9. „Child Star“                          | Ne    | Child Star                         |
| „Friday I'm in Love“                           | The Cure                                  | Spencer Porter s New Directions | 9. „Child Star“                          | Ne    | Child Star                         |
| „I Want to Break Free“                         | Queen                                     | Mason McCarthy | 9. „Child Star“                          | Ne    | Child Star                         |
| „Uptown Funk“                                  | Mark Ronson feat. Bruno Mars              | Jane Hayward, Spencer Porter a Roderick s New Directions | 9. „Child Star“                          | Ne    | Child Star                         |
| „Break Free“                                   | Ariana Grande feat. Zedd                  | Rachel Berry, Myron Muskovitz, Sheldon Beiste, Will Schuester, Sue Sylvester, Sam Evans a New Directions | 9. „Child Star“                          | Ne    | Child Star                         |
| „Cool Kids“                                    | Echosmith                                 | New Directions | 9. „Child Star“                          | Ne    | Child Star                         |
| „Rather Be“                                    | Clean Bandit feat. Jess Glynne            | New Directions | 10. „The Rise and Fall of Sue Sylvester“ | Ne    | The Rise and Fall of Sue Sylvester |
| „The Trolley Song“                             | Judy Garlandová                           | Sue Sylvester a Doris Sylvester | 10. „The Rise and Fall of Sue Sylvester“ | Ne    | The Rise and Fall of Sue Sylvester |
| „Far from Over“                                | Frank Stallone                            | Clint a Vocal Adrenaline | 10. „The Rise and Fall of Sue Sylvester“ | Ne    | The Rise and Fall of Sue Sylvester |
| „The Final Countdown“                          | Europe                                    | Sue Sylvester a Will Schuester | 10. „The Rise and Fall of Sue Sylvester“ | Ne    | The Rise and Fall of Sue Sylvester |
| „Rise“                                         | Původní skladba                           | New Directions | 10. „The Rise and Fall of Sue Sylvester“ | Ne    | The Rise and Fall of Sue Sylvester |
| „Listen to Your Heart“                         | Roxette                                   | Rachel Berry a Jesse St. James | 11. „We Built This Glee Club“            | Ne    | We Built This Glee Club            |
| „Broken Wings“                                 | Mr. Mister                                | The Falconers | 11. „We Built This Glee Club“            | Ne    | TBA                                |
| „We Built This City“                           | Starship                                  | Clint a Vocal Adrenaline | 11. „We Built This Glee Club“            | Ne    | We Built This Glee Club            |
| „Mickey“                                       | Toni Basil                                | Clint a Vocal Adrenaline | 11. „We Built This Glee Club“            | Ne    | We Built This Glee Club            |
| „Take Me to Church“                            | Hozier                                    | Roderick s Kitty Wilde, Jane Hayward a New Directions | 11. „We Built This Glee Club“            | Ne    | We Built This Glee Club            |
| „Chandelier“                                   | Sia                                       | Madison McCarthy s Kitty Wilde, Jane Hayward a New Directions | 11. „We Built This Glee Club“            | Ne    | We Built This Glee Club            |
| „Come Sail Away“                               | Styx                                      | Mason McCarthy s Madison McCarthy, Spencerem Porterem, Kitty Wilde a New Directions | 11. „We Built This Glee Club“            | Ne    | We Built This Glee Club            |
| „Popular“                                      | muzikál Čarodějka                         | Kurt Hummel a Rachel Berry | 12. „2009“                               | Ne    | 2009                               |
| „I'm His Child“                                | Zella Jackson Price                       | Mercedes Jones se sborem | 12. „2009“                               | Ne    | 2009                               |
| „I Kissed a Girl“                              | Katy Perry                                | Tina Cohen-Chang | 12. „2009“                               | Ne    | 2009                               |
| „Pony“                                         | Ginuwine                                  | Artie Abrams | 12. „2009“                               | Ne    | 2009                               |
| „Don't Stop Believin'“                         | Journey                                   | New Directions | 12. „2009“                               | Ne    | 2009                               |
| „Teach Your Children“                          | Crosby, Stills, Nash and Young            | Will Schuester | 13. „Dreams Come True“                   | Ne    | Dreams Come True                   |
| „Someday We'll Be Together“                    | Diana Ross & the Supremes                 | Mercedes Jones s gospelovým sborem | 13. „Dreams Come True“                   | Ne    | Dreams Come True                   |
| „The Winner Takes It All“                      | ABBA                                      | Sue Sylvester a Will Schuester | 13. „Dreams Come True“                   | Ne    | Dreams Come True                   |
| „Daydream Believer“                            | The Monkees                               | Kurt Hummel a Blaine Anderson s dětmi ve školce | 13. „Dreams Come True“                   | Ne    | Dreams Come True                   |
| „This Time“                                    | Původní skladba                           | Rachel Berry | 13. „Dreams Come True“                   | Ne    | Dreams Come True                   |
| „I Lived“                                      | OneRepublic                               | Will Schuester, Sam Evans, Artie Abrams, Rachel Berry, Mercedes Jones, Blaine Anderson a Kurt Hummel s Wadem "Unique" Adamsem, Alistairem, Sheldonem Beistem, Mikem Changem, Tinou Cohen-Chang, Terri Del Monico, Quinn Fabray, Figginsem, Joe Hartem, Jane Hayward, Carole Hudson-Hummel, Burtem Hummelem, Becky Jackson, Davem Karofskym, Santanou Lopez, Ryderem Lynnem, Madisonem McCarthym, Mason McCarthy, Sugar Mottou, Brittany Pierce, Emmou Pillsbury-Schuester, Spencerem Porterem, Jakem Puckermanem, Noahem Puckermanem, Roderickem, Mattem Rutherfordem, Jessem St. Jamesem, Sue Sylvester, Kitty Wilde a Lauren Zizes | 13. „Dreams Come True“                   | Ne    | Dreams Come True                   |